# Lazzaroni

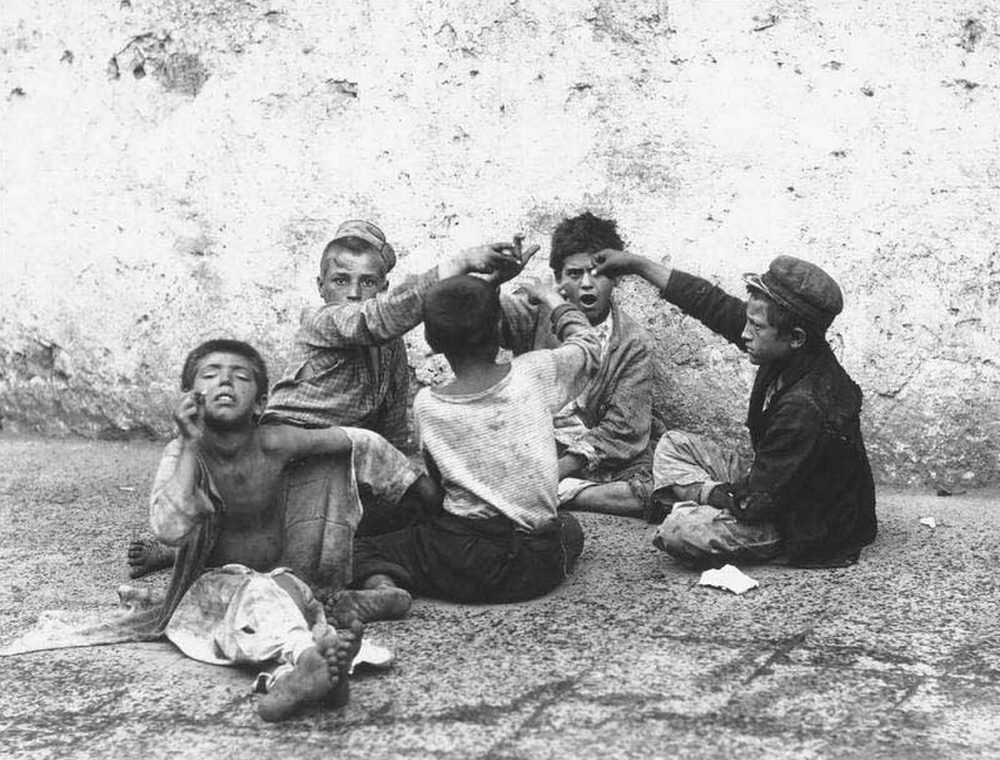
Straßenkinder in Neapel, 1890er, Foto von den Brüdern Alinari

Lazzaroni (Plural für: Lazzarone; auch: Lazzari) war vom 17. bis zum 19. Jahrhundert eine Bezeichnung für einen Teil der Unterschicht Neapels. Lazzaroni hatten weder eigene Wohnungen noch Arbeit.

## Begriffsgeschichte
Die Bezeichnung lazzari taucht erstmals im Zusammenhang mit der Masaniello-Revolte von 1647 auf und bezeichnet hier die Bewohner der Unterschichtsviertel, beispielsweise des Mercato, die für den Beginn des Aufstands verantwortlich gemacht werden. Das Wort stammt entweder, wie Benedetto Croce annahm, vom spanischen lacería, das die Bedeutungen von „leprös“ und „Elend“ vereine, oder aus dem Lukas-Evangelium, wo der arme Lazarus die Brotkrümel eines Reichen essen möchte.

## Geschichte
Die neapolitanische Obrigkeit fürchtete lange Zeit, die „Unbehausten“ (wie sie auch genannt wurden) könnten Aufstände anzetteln. Daher erhielten sie gewisse Sonderrechte (subventionierter Brotpreis). Dennoch kam es etwa im 17. Jahrhundert, unter Führung von Tommaso Masaniello, zu einem großen Aufstand der Lazzaroni, die jedoch die einmal errungene Macht in Neapel nicht halten konnten. Ihre Zahl wurde zeitweise auf bis zu 60.000 geschätzt.
Sie waren dafür berüchtigt, während der Aufstände gegen den Mittelstand und Adel der Parthenopäischen Republik viele Grausamkeiten begangen zu haben. Zusammen mit dem unteritalienischen Banditentum bekämpfte sie General Charles Antoine Manhès (1777–1854), später auch Joachim Murat. 1799, aber auch 1820 und 1849 ergriffen die Lazzaroni bei den Verfolgungen der Liberalen die Partei der herrschenden Bourbonen.
Aus den Bandenstrukturen der Lazzaroni entwickelte sich später die Camorra.

## Beschreibungen und Erwähnungen
Bedeutung kommt den Lazzaroni in den zahlreichen Reiseberichten über Neapel aus dem 18. und 19. Jahrhundert zu. Seit etwa 1750 rückte die Popularkultur in den Vordergrund.
Georg Wilhelm Friedrich Hegel erwähnt im Zusatz des § 244 in den Grundlinien der Philosophie des Rechts die Lazzaroni als Beispiel für die Menschen, die auf die Zufälligkeit angewiesen sind. Auch Johann Gottlieb Fichte erwähnt die Lazzaroni in einer Nebenbemerkung der Grundlage des Naturrechts (Staatsrechtslehre II, §19, G) als ein Beispiel für Menschen, die all ihr Eigentum grundsätzlich in Form von Kleidung auf dem Leibe tragen.
Die Lazzaroni werden von Goethe in seiner Italienischen Reise anschaulich geschildert. So wird erwähnt, dass es zu ihren Gewohnheiten gehört, sich nackt am Strand von Neapel aufzuhalten. Auch Johann Joachim Winckelmann interessierte sich für die Lazzaroni.
Karl Marx schreibt in seiner Darstellung der Verelendungstheorie und der industrielle Reservearmee im Das Kapital. Band I von der „Lazarusschicht der Arbeiterklasse“. (MEW 23, S. 673)
Georg Büchner schreibt in seinem Lustspiel Leonce und Lena im ersten Akt, dritte Szene ebenfalls über die Lazzaroni.